# Rhamphina longirstris
Rhamphina longirstris är en tvåvingeart som först beskrevs av Gabriel Strobl 1910.  Rhamphina longirstris ingår i släktet Rhamphina och familjen parasitflugor. Inga underarter finns listade i Catalogue of Life.